# Vampiro (UAV)
Vampiro (en ucraniano: [Vampir]) — dron bombardero ucraniano, desarrollado por la empresa ucraniana SkyFall.. La producción comenzó en el año 2022. 

## Descripción
El desarrollo del dron comenzó en junio de 2022, durante la invasión a gran escala de Ucrania por parte de la Federación Rusa .
El "Vampiro" es un hexacóptero bastante grande, es decir, tiene seis hélices. Puede transportar 15 kg de carga explosiva u otro tipo de carga, alcanzar una altitud de hasta 400 metros y tiene un alcance de vuelo de hasta 10 km. Puede transportar y lanzar diferentes tipos de proyectiles, como termobáricos, acumulativos y de fragmentación-altas explosivas, lo que permite destruir de manera eficaz diversos tipos de objetivos, incluidos tanques y otros vehículos blindados.
Todos los "Vampiros" están equipados con cámaras termográficas, por lo que son efectivos y se utilizan principalmente durante la noche, lo que confirma su nombre. 
El dron es bastante pesado, lo que le proporciona una alta estabilidad. De hecho, se ha registrado un caso en el que uno de los "Vampiros" fue derribado por las fuerzas armadas de Rusia, pero logró regresar gracias a su alta resistencia y durabilidad.
El dron se adquiere para las Fuerzas Armadas de Ucrania en el marco del proyecto "Ejército de Drones". El precio de un UAV comienza desde los 10.000$.